# رایس دبلیو. مینز
رایس دبلیو. مینز (به انگلیسی: Rice W. Means) سناتور سابق عضو حزب جمهوری‌خواه ایالات متحده آمریکا بود. وی در سال ۱۹۲۴ تا ۱۹۲۷ میلادی سناتور ایالت کلرادو در سنای ایالات متحده آمریکا بود.